# Lim Jae-duk
Lim „NesTea“ Jae-duk (* 12. Dezember 1982) ist ein professioneller südkoreanischer E-Sportler in dem Computerspiel StarCraft 2. Lim Jae-duk ist einer der 5 Mitbegründer des Teams Incredible Miracle, welches von fünf ehemaligen Starcraft-Broodwar-Spielern gegründet wurde.

## Werdegang
In Starcraft: Broodwar war Lim Jae-duk unter dem Alias Zergbong ein Trainer des Teams KT Rolster, zu dem unter anderem der berühmte Broodwar-Spieler Flash gehört.
In StarCraft 2 konnte sich NesTea schon kurz nach der Veröffentlichung profilieren und sich für die GSL Open Season 1 qualifizieren. Lim Jae-duk wurde in der Open Season 1 jedoch sehr schnell eliminiert. In der GSL Open Season 2 konnte er aber einen beeindruckenden Lauf bis in das Finale zeigen und dieses dann auch gewinnen und somit war Nestea der zweite GSL Code S Champion in StarCraft 2.
Das Team Incredible Miracle (Abk.: IM) konnte zusammen mit NesTea auch bei der ersten GSTL (Global Starcraft II Team League) überzeugen und im Finale konnte NesTea gegen Squirtle den Sieg sichern.
In der 2011 GSL Season 1 Code S wurde Lim Jae-duk nur von seinem Teammitglied Mvp im Halbfinale besiegt. Jedoch konnte NesTea bereits in der 2011 GSL Season 3 Code S seinen zweiten Titel erringen. Damit war NesTea der erste Zerg-Spieler mit zwei GSL Code S Titeln.
Schon in der 2011 GSL Season 4 Code S konnte Lim Jae-duk sehr stark zurückkehren und zwei Mal in Folge die GSL gewinnen. NesTeas Lauf in der Season 4 war besonders beeindruckend, da er kein Spiel verlor. Somit gehört NesTea zusammen mit Mvp zu den einzigen Personen, die 3 GSL Code S Titel besitzen. MC hat am 27. Juli 2012 im Finale nun die Möglichkeit, ebenfalls seinen dritten GSL Code S Titel zu erreichen.
Zu den größeren internationalen Erfolgen von NesTea gehören der zweite Platz der BlizzCon 2011 als auch ein dritter Platz bei der IGN ProLeague Season 4 als auch beim ersten Iron Squid Turnier.
Lim Jae-duk alias NesTea gehört zu den Spielern mit den größten kumulierten Preisgeldern in Starcraft 2. Ende März 2014 verließ er Incredible Miracle.

## Große Turnier-Erfolge in SC2
| Jahr | Turnier                     | Platz    | Preisgeld |
| ---- | --------------------------- | -------- | --------- |
| 2010 | GSL Open Season 2 Code S    | 1. Platz | 89.000 $  |
| 2011 | GSL LG Cinema 3D May Code S | 1. Platz | 46.000 $  |
| 2011 | GSL Pepsi May Code S        | 1. Platz | 46.000 $  |
| 2011 | BlizzCon 2011               | 2. Platz | 25.000 $  |
| 2012 | IGN ProLeague Season 4      | 3. Platz | 07.000 $  |
| 2013 | IronSquid Chapter II        | 3. Platz | 03.750 $  |

## Spielstil
NesTea ist dafür bekannt, in den frühen Phasen des Spiels eine Mindestanzahl bzw. korrekte Anzahl an Einheiten zur Defensive zu erschaffen, um die übrigen Ressourcen in seine Wirtschaft zu investieren. Mit dieser überlegenen Wirtschaft versucht NesTea dann seinen Gegner zu überrennen.